# III. Anheszenpepi
III. Anheszenpepi ókori egyiptomi királyné volt a VI. dinasztia idején, I. Nemtiemszaf lánya, II. Pepi felesége.
I. Nemtiemszaf egyetlen ismert gyermeke; anyja neve nem ismert. Nagyanyja, I. Anheszenpepi nevét kapta. Nagybátyjához, II. Pepihez ment feleségül. Nagyapja, I. Pepi piramisának közelében temették el Dél-Szakkarában egy piramisban, I. Pepi feleségeinek piramisai között. Szarkofágjában megtalálták csontjait. A piramiskörzet falának közelében megtalálták II. Pepinek a királyné tiszteletére kiadott dekrétumának darabjait.
Címei: „A király lánya” (z3.t-nỉsw), „A király felesége” (ḥm.t-nỉsw).